# منطقة موكوكشونج
موكوكشونج رمزها «MK» (بالإنجليزية: Mokokchung)‏ ، هو تقسيم إداري لدولة الهند تتبع ولاية ناجالاند (بالإنجليزية: Nagaland)‏ ، مركزها هو مدينة موكوكشونج (بالإنجليزية: Mokokchung)‏ عدد سكانها حسب تعداد سنة 2001 هو 227,230 ، مساحتها 1,615 كم² وكثافة السكان 141 لكل كم² .